# Xavier Busquets i Sindreu
Xavier Busquets i Sindreu   (Barcelona, 1917 - 15 d'agost de 1990) va ser un arquitecte català.
Era fill del també arquitecte Guillem Busquets i Vautravers (1877-1955) i de Maria Sindreu i Oliba (1863-1944). Durant la Guerra Civil espanyola, formà part del bàndol feixista i fou pilot de la Legió Còndor. A la Segona Guerra Mundial, fou membre de la División Azul i un dels pilots que ajudà en l'ofensiva sobre Moscou de la tardor-hivern del 1941. Fou condecorat amb la Creu de Ferro del règim nazi.

## Obres
- Seu del Col·legi d'Arquitectes de Catalunya i Balears a la plaça Nova de Barcelona (1958-1962).[2]
- Nova seu de la Caixa d'Estalvis i Mont de Pietat de Barcelona a l'Avinguda Diagonal, 522-532 (1968-1973).[5]
- Oficines Sandoz a la Gran Via de les Corts Catalanes, 766-768 (1971-1972).[5]